# The Layover EP
Albums de Evidence
Stormwatch
(2007) The Purple Tape Instrumentals
(2008)
The Layover EP est le premier EP du rappeur Evidence, sorti le 25 novembre 2008.
L'album s'est classé 27e au Top Heatseekers.

## Production
L'idée de faire cet album est venue à Evidence alors qu'il était en tournée avec Little Brother. À l'origine, ce devait être cinq titres uniquement produits par Krysis pour être diffusés en téléchargement gratuit. Il a ensuite été décidé d'en faire une édition officielle.
Evidence a déclaré avoir été influencé par les albums Kill at Will d'Ice Cube, All Souled Out de Pete Rock & CL Smooth et Creepin on ah Come Up de Bone Thugs-N-Harmony.

## Liste des titres
| No  | Titre                                                       | Contient un (des) sample(s) de | Durée |
| --- | ----------------------------------------------------------- | --- | ----- |
| 1.  | The Layover                                                 | | 2:57  |
| 2.  | For Whom the Bell Tolls (featuring Phonte, Blu & will.i.am) | | 4:28  |
| 3.  | So Fresh (Step Brothers) (featuring The Alchemist)          | | 4:00  |
| 4.  | Solitary Confinement (featuring Krondon)                    | The Planet de Gang Starr | 3:02  |
| 5.  | Don't Hate (featuring Defari)                               | A Change Is Gonna Come de Bettye Swann | 3:58  |
| 6.  | My Favorite Part of Traveling (Interlude)                   | | 1:25  |
| 7.  | The Far Left (featuring The Alchemist & Fashawn)            | A Song for Suzanne de Styx | 3:40  |
| 8.  | Rain or Shine                                               | It's All Real de Pitch Black T.R.O.Y de Pete Rock & CL Smooth Busta's Lament de A Tribe Called Quest You Turned My World Around de Black Ivory | 3:28  |
| 9.  | To Be Determined (featuring Elzhi & Aloe Blacc)             | Images (Chapter One) de Saga | 4:14  |
| 10. | The Cold Weather                                            | Stress de Nemesis | 3:53  |